# Д’Оллон, Анри
Анри д’Оллон (фр. Henri-Marie-Gustave d'Ollone; 4 сентября 1868, Безансон — 7 октября 1945, Сантарай, департамент Арьеж) — французский путешественник. Брат Макса д’Оллона.
Окончил военную школу Сен-Сир (1892) как пехотный офицер. В 1895 году был отправлен на Мадагаскар для участия во Второй франко-малагасийской войне, затем командирован в колонию Берег Слоновой Кости для демаркации границы с Либерией, провёл обследование пограничной реки Кавалли. Далее совершил ряд путешествий по этому региону, о которых в дальнейшем опубликовал книгу «От Берега Слоновой Кости до Судана и Гвинеи» (фр. De la Côte d’Ivoire au Soudan et à la Guinée; 1901), в 1902 г. был удостоен за неё Монтионовской премии. В 1903 г. был принят во Французское географическое общество.
Наиболее известен своей экспедицией 1906—1909 гг. в Китай, основной целью которой было изучение национальных меньшинств, особенно исповедующих ислам. Группа д’Оллона объехала регионы Юньнань, Сычуань, Ганьсу, Нинся и Внутренняя Монголия, на горе Утайшань была принята Далай-ламой XIII. Вернувшись в Париж, напечатал серию научных отчётов: «Китай обновляющийся и воюющий» (фр. La Chine Novatrice et Guerrière; 1906), «Последние варвары: Китай, Тибет, Монголия» (фр. Les derniers Barbares: Chine, Tibet, Mongolie; 1911), «Исследования о мусульманах Китая» (фр. Recherche sur les Musulmans Chinois; 1911), «Языки и письменности некитайских народов Китая» (фр. Langues et Écritures des Peuples Non Chinois de Chine; 1911).
Как офицер принял активное участие в Первой мировой войне. Участвовал в Битве при Вердене в звании полковника, проявив, по словам генерала А. И. Пате, «совершенное презрение к смерти». В 1919 г. произведён в бригадные генералы.
Великий офицер Ордена Почётного легиона (1933).